# کاردمیر
کاردمیر (به ترکی استانبولی: Kardemir) شرکت فولاد ترکیه‌ای است، که در سال ۱۹۳۷ توسط دولت ترکیه تأسیس شد و در سال ۱۹۹۵ خصوصی گردید.
دفتر مرکزی شرکت کاردمیر در شهر قره‌بوک، ترکیه قرار دارد و بخشی از سهام آن در بازار بورس استانبول معامله می‌شود. این شرکت مالک باشگاه فوتبال کاردمیر قره‌بوک‌اسپور می‌باشد.